# Trentepohlia enervata
Trentepohlia enervata là một loài ruồi trong họ Limoniidae. Chúng phân bố ở miền Cổ bắc.